# Gambrus
Gambrus is een geslacht van insecten uit de familie Ichneumonidae.

## Soorten
- G. amoenus (Gravenhorst, 1829)
- G. antefurcalis (Constantineanu & Constantineanu, 1968)
- G. aphrodite (Heinrich, 1949)
- G. apicatus (Provancher, 1874)
- G. biannulator (Constantineanu, 1973)
- G. bipunctatus (Tschek, 1872)
- G. bituminosus (Cushman, 1924)
- G. canadensis (Provancher, 1875)
- G. carnifex (Gravenhorst, 1829)
- G. conjungens (Tschek, 1871)
- G. extrematis (Cresson, 1864)
- G. incubitor (Linnaeus, 1758)
- G. madronio Kasparyan & Ruiz-Cancino, 2005
- G. ornatus (Gravenhorst, 1829)
- G. polyphemi Townes, 1945
- G. ruficoxatus (Sonan, 1930)
- G. rufithorax (Constantineanu & Constantineanu, 1968)
- G. tricolor (Gravenhorst, 1829)
- G. tunicularuber (Fyles, 1896)
- G. ultimus (Cresson, 1864)
- G. varians (Brischke, 1891)
- G. variator (Walker, 1874)
- G. wadai (Uchida, 1936)
- G. wileyi Brambila, 1997
- G. yukonensis Townes, 1962